# Things We Said Today
Things We Said Today (englisch für „Dinge, die wir heute gesagt haben“) ist ein Lied der britischen Band The Beatles aus dem Jahr 1964. Es erschien auf dem Album A Hard Day’s Night und auf der B-Seite der gleichnamigen Single. Komponiert wurde das Lied von Paul McCartney; es steht allerdings unter dem bei der Band üblichen Copyright Lennon/McCartney.

## Hintergrund
McCartney schrieb Things We Said Today im Mai 1964 auf im Yachthafen von Saint Thomas beheimateten Yacht, auf der er seinen Urlaub gemeinsam mit seiner Freundin Jane Asher und dem Beatles-Schlagzeuger Ringo Starr und dessen Freundin Maureen auf den Amerikanischen Jungferninseln verbrachte. Er komponierte das Lied zum Großteil unter Deck in einer Kabine auf einer Gitarre (einer Epiphone Acoustic). Er beschreibt in dem Lied rückblickend aus einer Zukunftsperspektive seine Gewissheit, dass sein und Jane Ashers Lebensstil sie auseinandertreiben wird.
Paul McCartney sagte dazu: „Es war schon eine leicht nostalgische Sache, eine Zukunftsnostalgie: Wir werden uns an die Dinge erinnern, die wir heute gesagt haben, irgendwann in der Zukunft, also projiziert sich der Song in die Zukunft und ist dann nostalgisch über den Moment, in dem wir jetzt leben, was ein ziemlich guter Trick ist. Er hat interessante Akkorde.“ In der Mitte des Song wechselt das Tongeschlecht von Moll nach Dur und die Melodie wird „zuversichtlicher“.
Das Lied wurde nach seiner Veröffentlichung kurzzeitig Teil des Live-Repertoires der Beatles. Die Gruppe spielte es während ihrer Tourneen durch die USA und Kanada im August und September 1964.

## Aufnahme
Things We Said Today wurde am 2. Juni 1964 in den Londoner Abbey Road Studios aufgenommen. Produzent war George Martin, dem Norman Smith assistierte. Die Beatles nahmen das Lied in lediglich drei Takes auf und fügten im Anschluss per Overdub noch weiteren Gesang, Klavier und ein Tamburin hinzu. Das von John Lennon gespielte Klavier wurde später wieder herausgemischt, ist aber dennoch noch leise im Hintergrund zu hören.
Besetzung
- John Lennon: Akustikgitarre, Klavier
- Paul McCartney: Bass, Gesang
- George Harrison: Leadgitarre
- Ringo Starr: Schlagzeug, Tamburin

Die Abmischungen des Liedes erfolgten am 4. Juni 1964 in Mono und am 22. Juni 1964 in Stereo.

## Veröffentlichungen
- Things We Said Today erschien am 1. Juli 1964 in Deutschland und am 10. Juli 1964 in Großbritannien auf der B-Seite der Single A Hard Day’s Night, in den USA war die B-Seite I Should Have Known Better.
- In den USA wurde Things We Said Today auf dem dortigen vierten Album A Hard Day’s Night am 26. Juni 1964 veröffentlicht. Am 9. Juli 1964 erschien in Deutschland das vierte Beatles-Album A Hard Day’s Night, hier hatte es den Titel: Yeah! Yeah! Yeah! A Hard Day’s Night, auf dem Things We Said Today enthalten ist. In Großbritannien wurde das Album am 10. Juli 1964 veröffentlicht, dort war es das dritte Beatles-Album.
- Auf der EP Extracts from the Album A Hard Day’s Night, die am 6. November 1964 veröffentlicht wurde, ist das Lied Things We Said Today ebenso enthalten.
- Eine Liveversion von Things We Said Today erschien am 4. Mai 1977 auf dem Album The Beatles at the Hollywood Bowl.
- Weitere zwei Aufnahmen von Things We Said Today entstanden für die BBC. Am 14. Juli 1964 nahmen die Beatles das Lied für die Radiosendung Top Gear im Studio S2, Broadcasting House, London auf. Eine zweite Aufnahme entstand drei Tage später für die Sendung From Us to You. Die BBC-Aufnahme vom 14. Juli 1964 wurde 30 Jahre später im November 1994 auf dem Album Live at the BBC veröffentlicht.

## Coverversionen
Es wurden über 110 Coverversionen von Things We Said Today veröffentlicht. Im November 1990 veröffentlichte Paul McCartney eine Liveversion von Things We Said Today auf dem Album Tripping the Live Fantastic.